# Cassia hamersleyensis
Cassia hamersleyensis är en ärtväxtart som beskrevs av Symon. Cassia hamersleyensis ingår i släktet Cassia och familjen ärtväxter. Inga underarter finns listade i Catalogue of Life.